# Dolichocebus gaimanensis

Dolichocebus gaimanensis es un primate platirrino que pertenece al Mioceno temprano, SALMA (South American Land Mammal Ages) Colhuehuapianse, 20 M.d.a.; vivió en la Patagonia argentina. Pesaba de 2 a 3 kg, como el actual género Cebus. Fórmula dental 1.3.3. para molares como Saimiri, Callicebus o Aotus; puede estar relacionado con Saimiri.